# Марија, где си...?
„Марија, где си...?” је југословенски ТВ филм из 1983. године. Режирао га је Александар Ђорђевић а сценарио је написао Филип Давид по делу Вељка Петровића.

## Улоге
| Глумац                  | Улога                        |
| ----------------------- | ---------------------------- |
| Иван Бекјарев           | Милутин                      |
| Ненад Цигановић         |                              |
| Љиљана Драгутиновић     | Марија                       |
| Љубица Ковић            | Комшиница                    |
| Татјана Лукјанова       | Вероника, служавка           |
| Предраг Мики Манојловић | Данило (иао Мики Манојловић) |
| Жижа Стојановић         | Данилова сестра              |